# Richárd Bicskey
Richárd Bicskey (Budapeste, 4 de outubro de 1936 – 21 de junho de 2020) foi um ciclista húngaro que competiu no ciclismo nos Jogos Olímpicos de Verão de 1964, representando a Hungria.
Morreu no dia 21 de junho de 2020, aos 83 anos.